# Bernardo de Irigoyen
Bernardo de Irigoyen é uma cidade argentina, capital do departamento de General Manuel Belgrano da província de Misiones. 

## Localização
A cidade está localizada no ponto mais oriental da Argentina, na fronteira com o Brasil, próximo a Dionísio Cerqueira (estado de Santa Catarina) e Barracão (estado do Paraná), uma importante entrada para o país. Encontra-se no Monte Barracón, a 835 m de altitude, o ponto mais alto de Misiones, pela Rota Nacional 14, que liga a Mesopotâmia argentina a outros regiões.
O município contém parte do 84 000 hectares (210 000 acre(s)s) Parque Provincial de Urugua-í, criado em 1990.